# Elliptera zipanguensis zipanguensis
Elliptera zipanguensis zipanguensis is een ondersoort van de tweevleugelige Elliptera zipanguensis uit de familie steltmuggen (Limoniidae). De soort komt voor in het Palearctisch gebied.